# Hearts of Iron
Hearts of Iron är ett realtidsstrategispel, utvecklat av Paradox Entertainment och utgivet 2002. Det utspelar sig mellan åren 1936 och 1947, alltså till största delen under andra världskriget. Spelet är ett typiskt Paradox-spel där man tar kontrollen över ett land och leder det till ära, rikedom och den slutgiltiga segern.

## Censurering

Flaggan som representerar Tyskland i spelet.

Tysklands flagga byttes ut från nazikorset till Kejsardömet Tysklands flagga. Anledningen är att nazikorset är förbjudet i Tyskland, som är en viktig marknad för Paradox Entertainment. Generalerna har dessutom omskrivna namn. Det står dock i informationen om Tyskland att det är nationalsocialistiskt.

## Mods
Ett antal mods har gjorts. Några av de största är:
- TGW (The Great War) - Gör om Hearts of Iron till ett spel för första världskriget.
- CORE (Community Open Resource Exchange) - Förbättrar spelet både ekonomiskt och med nya historiska händelser
- Stony road - Gör en bättre ekonomisk modell